# Orazio Svelto

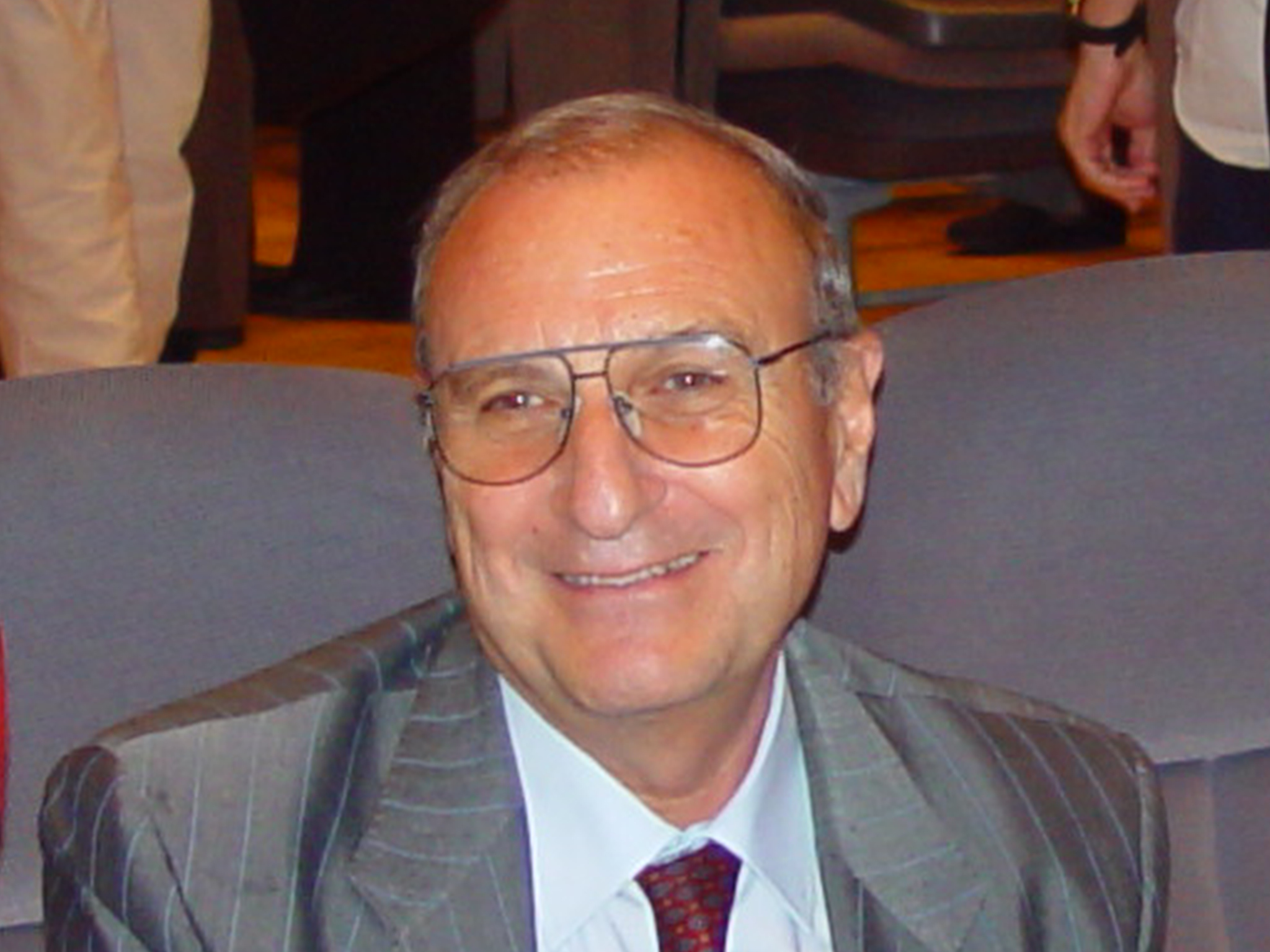
Orazio Svelto (2003)

Orazio Svelto (* 21. Februar 1936 in Maglie) ist ein italienischer Physiker, der sich mit Laserphysik befasst.  Er ist emeritierter Professor am Polytechnikum Mailand.
Svelto befasst sich seit den frühen 1960er Jahren mit Lasern. Unter anderem befasste er sich mit Erzeugung ultrakurzer Pulse, Festkörperlasern, Physik von Laser-Resonatoren und Techniken der Modenselektion und Anwendungen in Biomedizin. Er führte supergausssche Spiegel für Laser ein und Erbium-Ytterbium dotierte Faserlaser.
Er ist Mitglied der Accademia dei Lincei, der Accademia Nazionale delle Scienze detta dei XL und der Lombardischen Akademie der Wissenschaften.
Er schrieb ein verbreitetes Lehrbuch über Laser. Er veröffentlichte über 300 wissenschaftliche Arbeiten und hält drei Patente (2011).
2006 erhielt er den Charles Hard Townes Award und 1998 den Quantum Electronics Prize der Europäischen Physikalischen Gesellschaft. Er ist Fellow des IEEE und der Optical Society of America. 2005 erhielt er die Medaille des Präsidenten der Italienischen Republik für Wissenschaft, Kultur und Kunst. 2011 erhielt er den Julius-Springer-Preis. Er ist Mitglied der Accademia Nazionale delle Scienze.

## Schriften
- Principles of Lasers, Springer Verlag, 5. Auflage, 2009